# 二郎站 (日本)
二郎站（日语：／ Nirō eki */?）是一個位於日本兵庫縣神戶市北區有野町二郎字細，屬於神戶電鐵的鐵路車站。車站編號為KB24。海拔176公尺。

## 構造
側式月台1面1線的地面車站。

## 相鄰車站
神戶電鐵
 三田線
■特快速（只限往新開地運行）、■急行、■準急、■普通
田尾寺（KB23）－二郎（KB24）－道場南口（KB25）

## 外部連結
- 二郎 - 神戶電鐵（日語）